# Bulleribock
Bulleri bulleri bock, förr bulta bock, är en gissningslek för två personer, där fingrarna ska symbolisera en bocks horn. Leken har anor i svenskan från år 1787.

## Regler
Person A ställer sig med ryggen mot person B. B "trummar" med båda händernas alla fingrar på ryggen på A medan följande ramsa sägs:
– Bulleri—bulleri—bock! Hur många horn står det opp?
På opp slutar B att trumma och sätter ett valfritt antal fingerspetsar på A:s rygg. A ska därefter gissa hur många fingrar som trycks mot ryggen.
När A har gissat säger B följande ramsa, och börjar åter trumma med alla fingrar mot ryggen.
– Tio du sa, fem det va', bulleri bulleribock.
Tio är antalet som person A gissar, fem är det faktiska antalet som person B tryckte.
Om A gissar rätt så byter man plats, och B får gissa.

## Varianter
En variant är att den som gissar har förbundna ögon och att "bocken" står framför och visar upp sina "horn".
En variant på ramsan är "Bulle bulle bock! Hur många horn stå här opp?".

## På olika språk
Ramsor i jämförbara lekar på olika språk.
| Språk        | Ramsa                                              |
| ------------ | -------------------------------------------------- |
| danska       | Hvor mange horn har bukken?                        |
| engelska     | Buck, buck, how many horns do I hold up?           |
| nederländska | Bok-bok-sta-vast, hoevel horens heb-je op je bast? |
| latin        | Bucca, bucca, quot sunt hic?                       |